# Jan Grande (hiszpański zakonnik)
Jan Grande Román, właśc. hiszp. Juan Grande Román (ur. 6 marca 1546 w Carmonie, zm. 3 czerwca 1600 w Jerez de la Frontera) – hiszpański bonifrater, święty Kościoła katolickiego.

## Życiorys
Jan Grande pochodził z rodziny rzemieślniczej. Jego rodzicami byli Cristobal Grande i Izabela Román. W Sewilli uczył się zawodu sukiennika. W wieku 17 lat powrócił do domu i zajął się handlem tkaninami. Nie sprawiało mu to jednak żadnej satysfakcji, a ponadto odczuwał wewnętrzny niepokój. W związku z tym udał się do pustelni Santa Olalla w Marchena, gdzie spędził rok. Postanowił poświęcić się służbie chorym i cierpiącym, a na znak pokory zaczął nazywać sam siebie „Janem Grzesznikiem”.
W 1566 w Jerez de la Frontera rozpoczął działalność na rzecz potrzebujących. Wykorzystując zebrane środki założył szpital dla nieuleczalnie chorych. W 1574 zetknął się ze zgromadzeniem bonifratrów, którzy realizowali podobne do niego cele. Jan Grande przyłączył się do nich i w swoim szpitalu wprowadził przepisy przestrzegane przez bonifratrów. W 1600 w Jerez wybuchła epidemia dżumy. Jan Grande osobiście niósł pomoc dotkniętym chorym, w efekcie czego zaraził się i zmarł 3 czerwca.

## Kult
Jest patronem Jerez de la Frontera, chorych i więźniów.
Dniem jego wspomnienia liturgicznego jest 3 czerwca.
Przedstawiany jest w habicie bonifratra. Jego atrybutami są krzyż, wizerunek Matki Bożej.
Został beatyfikowany 13 listopada 1853 przez Piusa IX, a kanonizowany przez Jana Pawła II 2 czerwca 1996.